# Rzeczniów (gromada)
Rzeczniów – dawna gromada, czyli najmniejsza jednostka podziału terytorialnego Polskiej Rzeczypospolitej Ludowej w latach 1954–1972.
Gromady, z gromadzkimi radami narodowymi (GRN) jako organami władzy najniższego stopnia na wsi, funkcjonowały od reformy reorganizującej administrację wiejską przeprowadzonej jesienią 1954 do momentu ich zniesienia z dniem 1 stycznia 1973, tym samym wypierając organizację gminną w latach 1954–1972.
Gromadę Rzeczniów siedzibą GRN w Rzeczniowie utworzono – jako jedną z 8759 gromad na obszarze Polski – w powiecie iłżeckim w woj. kieleckim, na mocy uchwały nr 13k/54 WRN w Kielcach z dnia 29 września 1954. W skład jednostki weszły obszary dotychczasowych gromad Grechów, Jelanka, Kotłowacz, Pawliczka, Rzeczniówek, Rzeczniów Wieś, Rzeczniów kolonia i Wincentów ze zniesionej gminy Rzeczniów w tymże powiecie. Dla gromady ustalono 27 członków gromadzkiej rady narodowej.
31 grudnia 1961 do gromady Rzeczniów przyłączono obszar zniesionej gromady Czerwona (bez wsi Antoniów, Bielany, Czerwona i Podgórze oraz kolonii Pasieki).
Gromada przetrwała do końca 1972 roku, czyli do kolejnej reformy gminnej. 1 stycznia 1973 w powiecie iłżeckim (9 grudnia 1973 przemianowanym na starachowicki) reaktywowano gminę Rzeczniów (obecnie gmina Rzeczniów znajduje się w powiecie lipskim).